# Avellaneda (Buenos Aires)
Avellaneda és una ciutat argentina, cap del partit d'Avellaneda al Gran Buenos Aires a la província de Buenos Aires.

## Geografia
Avellaneda limita al nord amb la Ciutat Autònoma de Buenos Aires pel Riachuelo, que desemboca al Río de la Plata. A l'est limita amb Dock Sud, a l'oest amb Piñeyro i al sud amb Crucecita.

## Història
El seu nom original fou Barracas al Sud.
- 1620, s'inicia la colonització en fundar la ciutat de Trinidad i el port de Buenos Aires per Juan de Garay, essent concedides a Juan Torres de Vera y Aragón.
- 1731, s'instal·len barraquess sobre el "Port del Riachuelo". Aquestes barraques donaren nom al lloc.
- 1784, les terres pertanyen al "Pagus de la Magdalena", dividit en tres partits: San Vicente, Magdalena i Quilmes. Les terres formaran part del Partit de Quilmes fins a mitjan segle xix.
- 1791, s'aixeca el "Pont de Gálvez", el primer sobre el Riachuelo.
- 1817, es construeix una capella a la vora del Riachuelo.
- 1852, el poble comença a anomenar-se Barracas al Sud.
- 1854, es crea la "Municipalidad de Campaña", es realitzen eleccions municipals a Barracas al Sud.
- 1855, es crea el Partit de Barracas al Sud.
- 23 d'octubre de 1895, el poble és declarat ciutat.
- 11 de gener de 1904, es crea el partit i la ciutat amb el nom d'Avellaneda, en homenatge a l'antic president de la nació Nicolás Avellaneda.

## Cultura
Els principals equipaments culturals de la ciutat són:
- Teatre Municipal Roma, inaugurat l'1 d'octubre de 1904.
- Casa de la Cultura.
- Auditori José Rodríguez Fauré.
- Teatre Colonial.
- Escola de Música Popular d'Avellaneda (EMPA), creada el 1987 amb el nom Primera Escuela Argentina de Música Popular.
- Institut Municipal d'Educació Per l'Art (IMEPA), creat el 1965 pel professor Ramón Lema Araujo.
- Institut Municipal d'Art Fotogràfic i Tècniques Audiovisuals (IMAFTA), creat el 1969.
- Institut d'Art Cinematogràfic (IDAC), creat el 1984.
- Institut Municipal de Teatre (IMT).
- Institut Municipal de Folklore i Artesanies Argentines (IMFAA).
- Institut Municipal d'Arts Plàstiques (IMAP).
- Institut Municipal de Música d'Avellaneda (IMMA).

## Futbol
La ciutat d'Avellaneda té dos importants clubs de futbol argentins anomenats el Club Atlético Independiente i Racing Club.

## Galeria

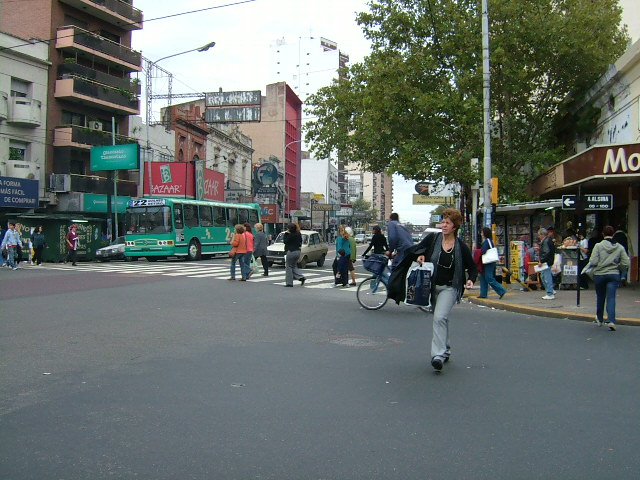
Intersecció d'Avinguda Mitre i carrer Alsina.
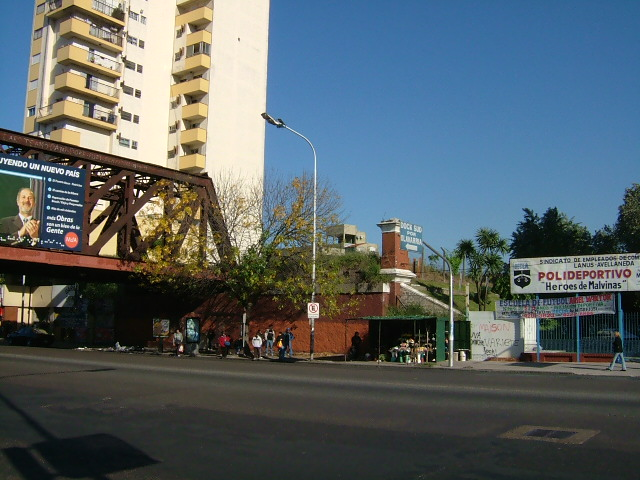
Intersecció d'Avinguda Mitre i el Circuit Bullrich del Ferrocarril Roca.
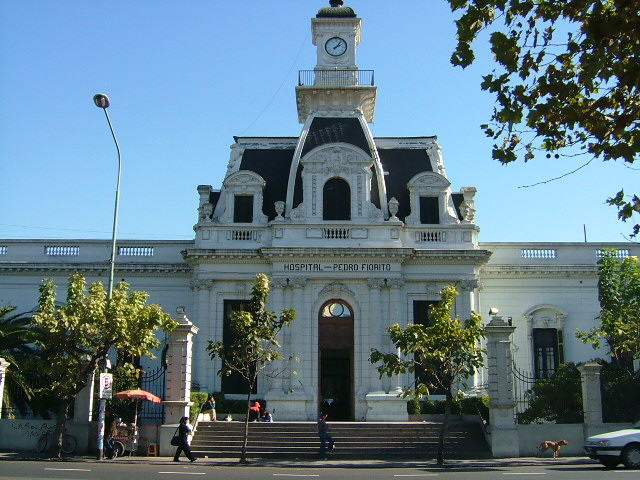
Hospital "Pedro Fiorito".
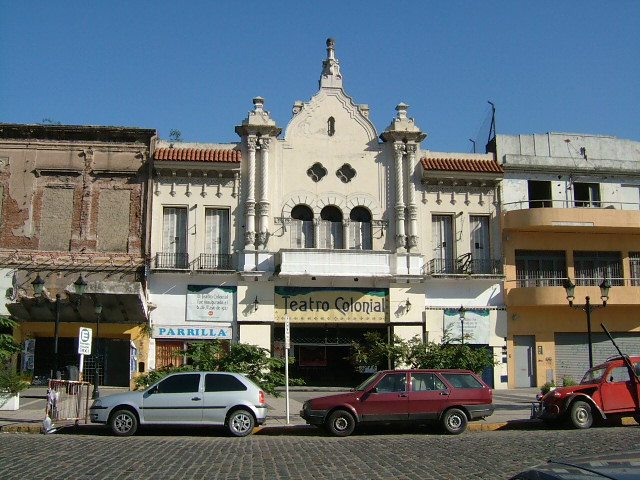
Teatre "Colonial".
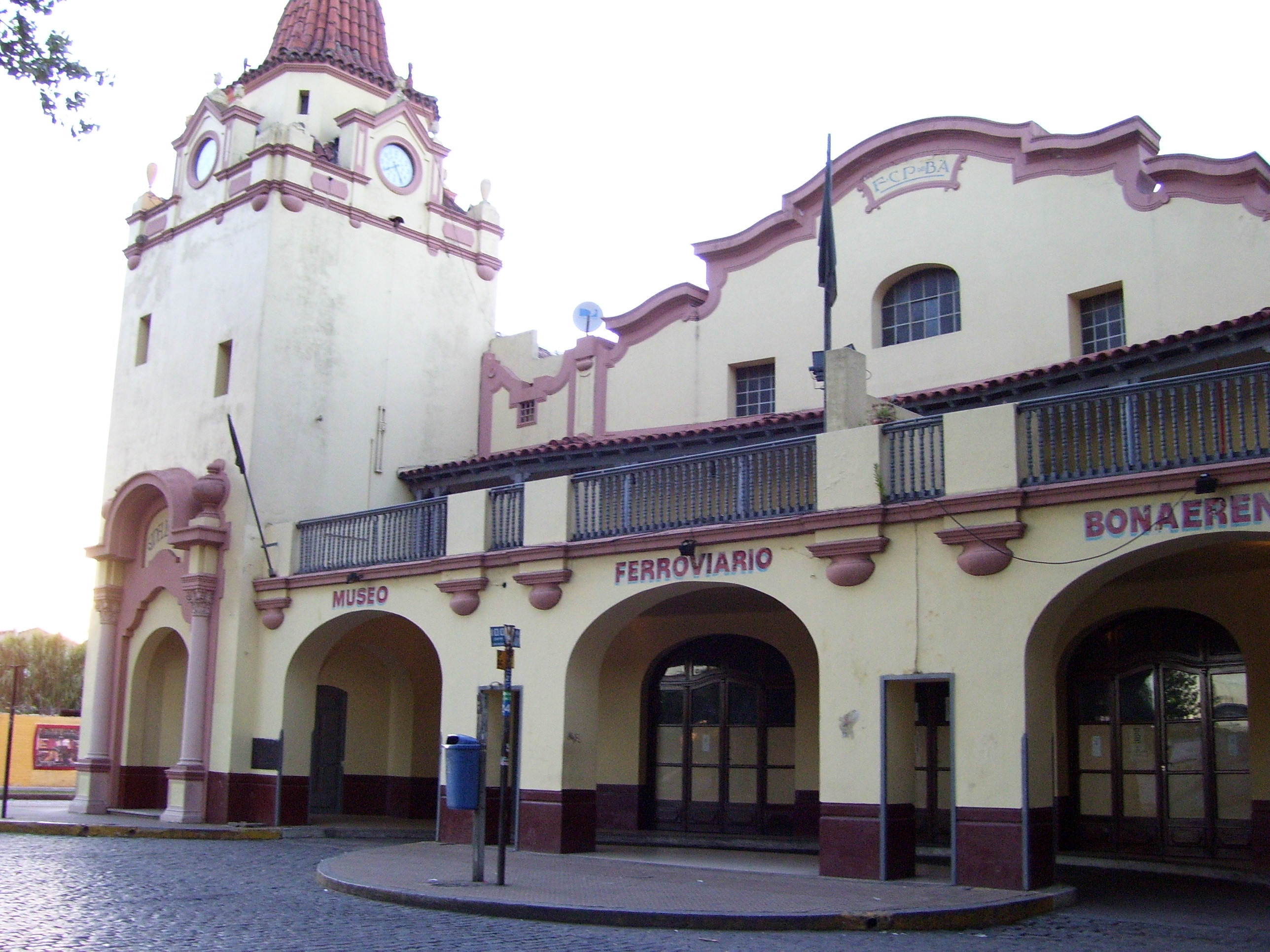
Museu del Ferrocarril (a Sarandí).
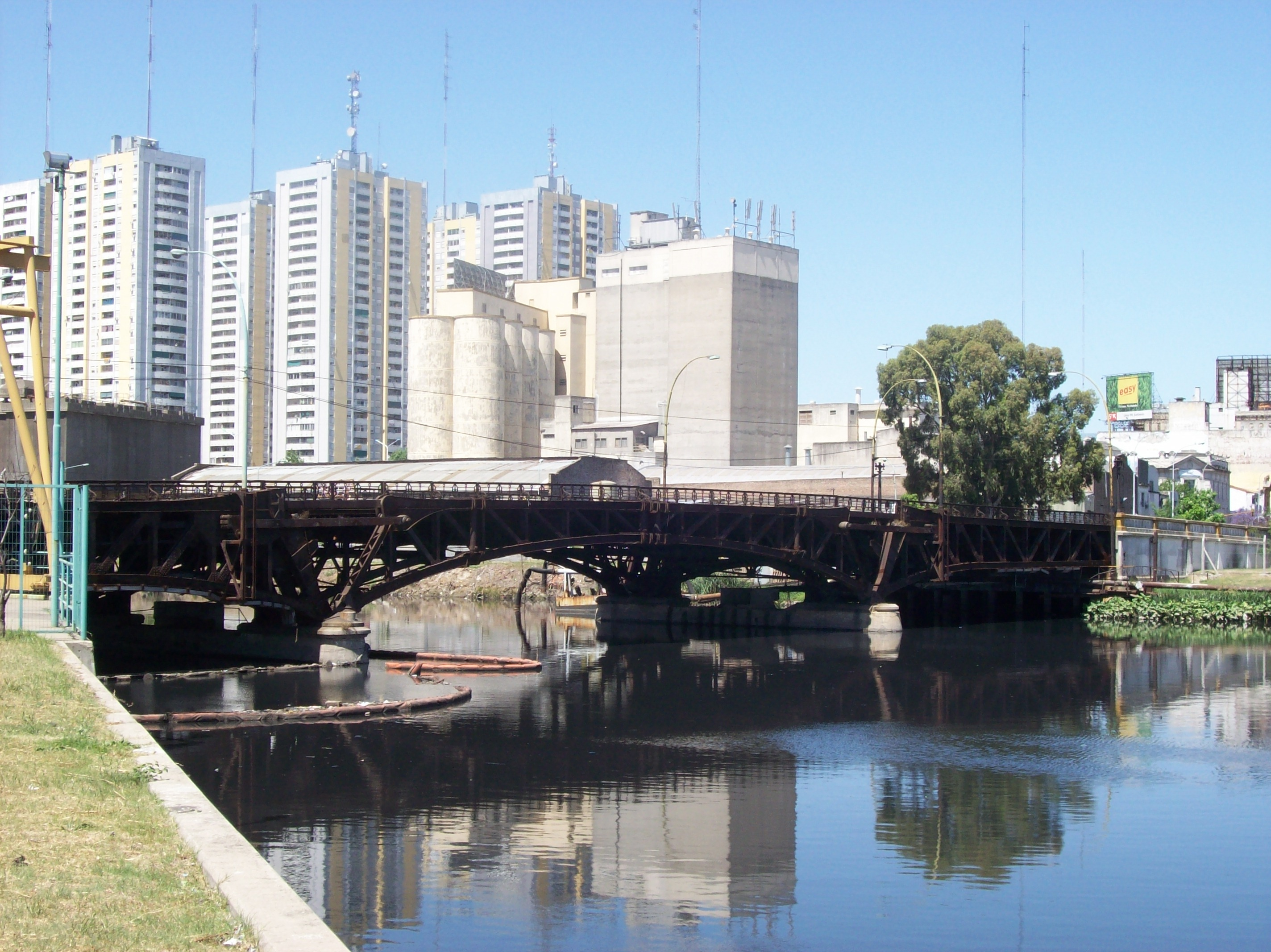
Pont vell "Pueyrredón".
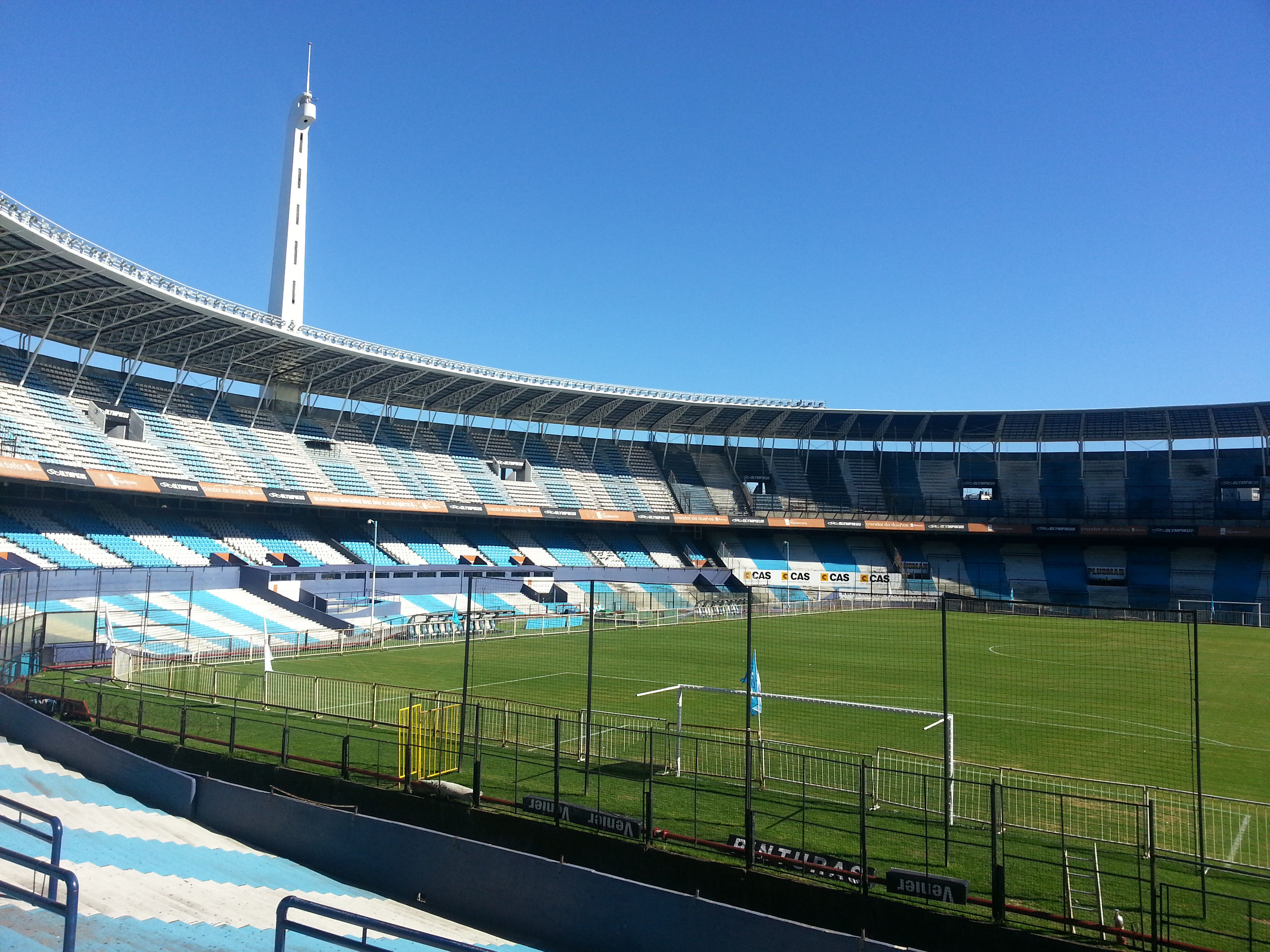
Estadi Presidente Perón.
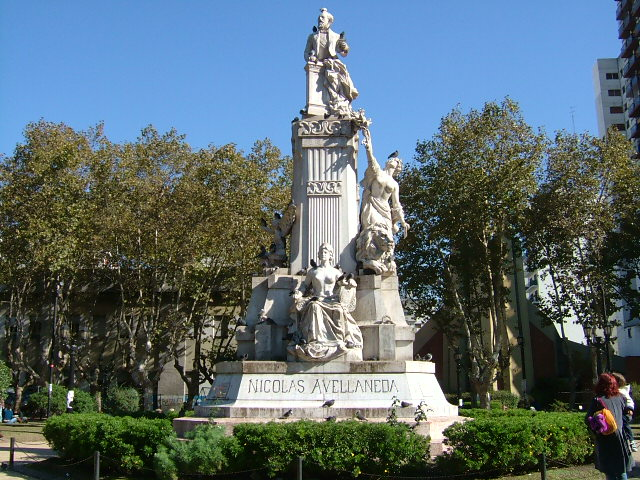
Monument a Nicolás Avellaneda (Plaça Alsina).